# Isua zöldkőöv
Az Isua zöldkőöv egy 3,7 és 3,8 milliárd év közötti zöldkőövezet Grönland délnyugati részén. Az öv változóan metamorfizált magnéziumban és vasban gazdag (mafikus) vulkáni és üledékes kőzeteket tartalmaz, és az eoarcheai szuprakrusztális kőzetek legnagyobb kiterjedése a Földön. Korának és sok eoarcheai kőzethez viszonyított alacsony metamorf fokának köszönhetően az Isua zöldkőöv az élet létrejöttével és a korai Földön működő tektonikával kapcsolatos kutatások középpontjába került.

## Fordítás
Ez a szócikk részben vagy egészben  az   Isua Greenstone Belt című angol Wikipédia-szócikk fordításán alapul.  Az eredeti cikk szerkesztőit annak laptörténete sorolja fel. Ez a jelzés csupán a megfogalmazás eredetét és a szerzői jogokat jelzi, nem szolgál a cikkben szereplő információk forrásmegjelöléseként.

## Magyar nyelvű források
- ↑ Barta: Barta Géza: Földtörténeti típusterületek – az első életnyomok (archaikum)